# Lamin Kitty Jabang
Lamin Kitty Jabang (* 12. Dezember 1942 in Pirang) ist ehemaliger gambischer Pädagoge, Politiker und Außenminister.

## Leben
| Parlamentswahl  | Stimmen    | Stimmanteil |
| --------------- | ---------- | ----------- |
| 1966 (Nachwahl) | einstimmig | 100,00 %    |
| 1972            | 4.383      | 74,28 %     |
| 1977            | 2.641      | 71,28 %     |
| 1982            | 3.399      | 76,16 %     |
| 1987            | 3.466      | 67,79 %     |
| 1992            | 3.073      | 59,96 %     |

Jabang besuchte von 1961 bis 1963 das Teacher Training College in Gambia und wurde später Schulleiter (1966–1970). Er wurde im Juli 1970 in einer Nachwahl im Wahlkreis Eastern Kombo als Kandidat des Wahlkreises aufgestellt. Da es keinen Gegenkandidaten gab, wurde er Member of Parliament (MP); von Juli 1974 bis April 1977 war er parlamentarischer Sekretär des Außenministeriums und wurde dann unter Präsident Dawda Jawara von 1977 bis 1987 Außenminister und gehörte dem Kabinett von Gambia an.
Er heiratete die spätere Verwaltungswissenschaftlerin, Managerin und Schriftstellerin Juka Jabang, mit der er vier Kinder hat.